# Mnioloma fissistipulum
Mnioloma fissistipulum là một loài rêu tản trong họ Calypogeiaceae. Loài này được (Bischl.) R.M. Schust. miêu tả khoa học lần đầu tiên năm 1995.